# Monterrey Challenger 1992
Il Monterrey Challenger 1992 è stato un torneo di tennis facente parte della categoria ATP Challenger Series nell'ambito dell'ATP Challenger Series 1992. Il torneo si è giocato a Monterrey in Messico dal 28 settembre al 4 ottobre 1992 su campi in cemento.

## Vincitori

### Singolare
Alex O'Brien ha battuto in finale  Jared Palmer con il punteggio di 6–2, 6–4

### Doppio
Mark Knowles /  Alex O'Brien hanno battuto in finale  Richard Matuszewski /  John Sullivan con il punteggio di 3–6, 6–3, 7–6